# Francisco Cardozo
Francisco Cardozo (Valencia, Venezuela. 10 de noviembre de 1985) es un actor, director y escritor de teatro. Actualmente vive en Nueva York. Ha sido nominado a la mayoría de premios de teatro hispano en la gran manzana, incluyendo los Premios LATA, l os Premios ATI, y los Premios ACE. Francisco ganó en dos categorías en la edición 2020 de los Premios ACE, otorgados por la Asociación de Cronistas del Espectáculo. Ese mismo año ganó un Premio HOLA. otorgado por la Hispanic Organization of Latin Actors en Nueva York. 

## Reseña biográfica
Francisco empezó su carrera como actor en la ciudad de Valencia, Venezuela. Fue parte del movimiento Teatro Estable Valencia en el Museo de Baseball del Sambil. Es egresado del Diplomado de Dramaturgia de Centro de Estudios Latinoamericanos Romulo Gallegos (CELARG). En el 2014 se mudó a la ciudad de Nueva York donde ha estado trabajando en el circuito de teatro en español de la ciudad.

## Distinciones
- Premio ATI 2018, Actor Principal Teatro Independiente, Nominado[3]
- Premio ATI 2018, Actor de Monólogo, Nominado[3]
- Premios ACE 2018, Actor Unipersonal más Destacado, Nominado[4]
- Premios ATI 2019, Mejor Actor de Teatro Formato Breve, Nominado[8]
- Premios ATI 2019, Mejor Director de Teatro Formato Breve, Nominado[8]
- Premios ATI 2019, Mejor Productor de Teatro Formato Breve, Nominado[8]
- Premios LATA 2019, Mejor Dramaturgo, Nominado[2]
- Premios LATA 2019, Mejor Actor de Teatro Breve, Ganador[9]
- Premios HOLA 2019, Actuación Destacada de un Elenco, Ganador[6]
- Premios ATI 2020, Mejor Actor de Monólogo, Nominado[10]
- Premio ATI 2020, Mejor Actor de Teatro Formato Breve, Nominado[10]
- Premios LATA 2020, Mejor Elenco, Ganador[11]
- Premios ACE 2020, Actor Unipersonal más Destacado, Ganador[5]
- Premios ACE 2020, Elenco del Año, Ganador[5]